# Тушканиха (посёлок)
Тушканиха — поселок в Змеиногорском районе Алтайского края, входит в состав Октябрьского сельсовета.

## История
Основан в 1918 г. В 1928 г. заимка Тушканиха состояла из 7 хозяйств, основное население — русские. В административном отношении входил в состав Гилевского сельсовета Змеиногорского района Рубцовского округа Сибирского края.

## Население
| 1997 | 1998 | 1999 | 2000 | 2001 | 2002 | 2003 |
| ---- | ---- | ---- | ---- | ---- | ---- | ---- |
| 294  | ↘283 | ↘273 | ↘266 | ↘260 | ↘259 | ↗260 |
| 2004 | 2005 | 2006 | 2007 | 2008 | 2009 | 2010 |
| ↘238 | ↘233 | ↘228 | ↘208 | ↘180 | ↗184 | ↘149 |
| 2011 | 2012 | 2013 |      |      |      |      |
| ↘146 | ↘144 | →144 |      |      |      |      |